# Geregu Power
Geregu Power plc ist ein nigerianisches Unternehmen, das seinen Sitz in Lagos hat. Es erzeugt Strom und versorgt das von der Transmission Company of Nigeria (TCN) verwaltete nationale Netz. Das Unternehmen verfügt über ein Kraftwerk in Itobe, Bundesstaat Kogi. Es wird von Amperion Power Distribution Ltd. betrieben. Das Kraftwerk besteht aus drei mit Erdgas betriebenen Turbinen mit einer installierten Leistung von etwa 435 Megawatt (MW). Es erzeugt durchschnittlich 10 % des nigerianischen Stroms.
Das Unternehmen ist seit Oktober 2022 an der Nigerian Stock Exchange gelistet und seitdem eines der wertvollsten Unternehmen der Börse.

## Geschichte
Im Jahre 1999 wurde die National Electric Power Authority in das Public Enterprises Act (Privatisierungsgesetz) aufgenommen. Der Electric Power Sector Reform Act vom März 2005 wurde geschaffen, um den rechtlichen Rahmen für die Gründung von Unternehmen zur Übernahme der Vermögenswerte und Verbindlichkeiten der alten Regulierungsbehörde zu schaffen und die NERC (Nigerian Electricity Regulatory Commission) einzurichten. Im November 2006 wurde Geregu Power gegründet. 2007 begann die Stromproduktion mit einer Kapazität von 414 MW. Am 1. November 2013 wurde Geregu Power von der nigerianischen Bundesregierung durch Amperion Power Distribution Ltd. Übernommen. Nach einer Sanierung im Jahre 2016 wurde die Anlagenkapazität von 414 auf 435 MW erhöht. Im Jahr 2019 erhöht Amperio seine Beteiligung an Geregu Power von 51 auf 80 %. Im Oktober 2022 erfolgte der Börsengang.